# アトバコン
アトバコン（AtovaquoneまたはAtavaquone）はナフトキノン誘導体に属する化合物であり、ニューモシスチス肺炎の治療や予防に使われるほか、プログアニルとの合剤はマラリアの治療にも用いられる。商品名サムチレール。ユビキノンの類縁物質であり、ミトコンドリア内膜でチトクロームbへのユビキノンの結合を阻害し、抗真菌効果を発揮する。

## 効能・効果
日本で承認されている効能・効果は、ニューモシスチス・イロベチー による、ニューモシスチス肺炎（PCP）の治療および発症抑制である。他の真菌や細菌、マイコバクテリア、ウイルス疾患の治療には有効ではない。
スルファメトキサゾール・トリメトプリム配合剤（ST合剤）の使用が困難な場合に使用すべきであると添付文書に記載されている。
またプログアニルとの合剤がマラリア予防・治療薬として承認されているが、ヒプノゾイト（マラリア原虫の休眠体）には効果がない。
海外では、下記の感染症に対して承認されている。
1. 軽症から中等症のPCP治療[3][4]―重症例への使用は承認されていない。
2. トキソプラズマ症[5]―抗原虫効果と治療効果が認められる。
3. マラリア―アトバコン・プログアニルとして。メフロキン[6]よりも副作用は少ない。耐性が生じることが知られている[7]。
4. バベシア症―通常は経口アジスロマイシンが併用される[8]。

ST合剤がPCP治療の第一選択薬である。スルホンアミド系薬剤へのアレルギー等でST合剤が使用できない場合にアトバコンが用いられる。加えて、アトバコンは骨髄抑制を起こさないので、造血幹細胞移植後の患者等、骨髄機能が重要な問題となっている患者にも使用される。

## 副作用
治験で見られた主な副作用は、悪心（16%）、発疹（18%）、嘔吐（9%）、下痢（6%）、頭痛（6%）、発熱（4%）である。
重大な副作用として、皮膚粘膜眼症候群（Stevens-Johnson症候群）、多形紅斑、重度の肝機能障害、無顆粒球症、白血球減少 が添付文書に記載されている。
プログアニルとの合剤での重大な副作用は上記の他に、肝炎、胆汁鬱滞、アナフィラキシー、汎血球減少症 である。

## 作用機序
ミトコンドリア内膜に存在する呼吸鎖複合体I、II、III、IVの内、IIIを構成するチトクロームbとユビキノン（CoQ10）との結合を阻害し、P. jirovecii の呼吸を抑制する。P. jirovecii の近縁種であるP. carinii では呼吸阻害のIC50は0.043µMであり、ヒト肝臓のミトコンドリアに対するIC50は約150倍〜600倍であるので選択性があると言える:26。これはチトクロームbの275番アミノ酸の違いによると考えられ、P. jirovecii の近縁種とされるイースト菌を用いた実験では、275番アミノ酸の変異で耐性が出現した。